# Dysenteri
Dysenteri er en sygdom der medfører alvorlig diarre, ofte med blod i fæces. Den er forårsaget af indtagelsen af madvarer der indeholder mikroorganismer. De medfører sygdom, hvor betændelse i tarmsystemet påvirker kroppen betydeligt. 
Der er to almindelige typer af dysenteri: Shigellosis, der er forårsaget af en af flere typer Shigella bakterier, og amøbisk dysenteri, der forårsages af amøben Entamoeba histolytica.
| Sygdom | Spire Denne artikel om sygdom er en spire som bør udbygges. Du er velkommen til at hjælpe Wikipedia ved at udvide den. |